# Essex
Essex (/ˈɛsɪks/) là một Hạt nghi lễ của Anh.
Essex tọa lạc ngay phía đông bắc London. Phía tây giáp quận Suffolk và Cambridgeshire, Hertfordshire về phía tây, Kent qua cửa sông Thames ở phía nam và London về phía tây nam. Thị trấn hạt là Chelmsford, là thành phố duy nhất trong quận.
Essex chiếm phần đông của Vương quốc Anh cũ, trước khi vương quốc Anglo và Saxo này trở nên đoàn kết để biến Anh thành một quốc gia duy nhất. Cũng như khu vực nông thôn, hạt cũng bao gồm Sân bay London Stansted, các thị trấn mới Basildon và Harlow, Trung tâm mua sắm Lakeside, cảng Tilbury và thị trấn Southend-on-Sea.